# Foster

Foster, den ofödda avkomman hos däggdjur. Hos människan kallas avkomman för foster från vecka 9 och fram till födseln (men i dagligt tal även innan detta). Innan dess kallas avkomman för ett embryo.

## Etymologi
Fostra och foster från fornsvenska fostre, jmfr Isländskans fóstri i betydelsen hemfödd träl/trälinna. Vad som fötts respektive avlats av människa eller djur. Livsfrukt, barn, unge, avkomma. Giva ett barn underhåll, vård under dess uppväxtår, amma. Även ett djur eller växt kan vara föremål för fostran exempelvis i ett gammalt uttryck som ”fostra kål och potatis”. Germanska fõs(t)ra en avledning av stammen fõd, av föda.

## Utveckling
Organogenesen (organbildningen) sker i huvudsak embryogenesen (v. 2-9). Efter embryogenesen sker framförallt tillväxt, men även finslipning av organen. Mellan den elfte och tolfte graviditetsveckan ökar fostrets vikt med nästan 60 %.
Vissa tidiga organ tillbakabildas senare under fostrets utveckling, till exempel Arteria Hyaloidea i ögonen.

## Folkmedicin
Synen på mänskliga foster varierar. I delar av Kina ser man fostret som en värdefull resurs som inte skall gå till spillo. I lokal folkmedicin används tinkturer och maträtter gjorda av mänskliga foster som allmänt välgörande, mot astma och hudåkommor. Efter en smärre skandal där ett sjukhus sålt foster, har nu praktiken reglerats, och fostren får nu hämtas av företag som tillverkar så kallade Tai Boi-kapslar och står under överinseende av lokala hälsomyndigheter.